# Юринский Банк
Юринский Банк — протока в России, протекает по Камызякскому району Астраханской области. Является правой протокой Никитинского Банка. Длина протоки составляет 2,8 км.

## Данные водного реестра
По данным государственного водного реестра России относится к Нижневолжскому бассейновому округу, водохозяйственный участок реки — Волга (дельта) от водомерного поста Верхнее Лебяжье и до устья. Речной бассейн реки — Волга от верхнего Куйбышевского водохранилища до впадения в Каспий.
Код объекта в государственном водном реестре — 11010002512112100013433.